# Bill Tilden
William (Bill) Tatem Tilden (Philadelphia, 10 februari 1893 – Los Angeles, 5 juni 1953) was een tennisser uit de Verenigde Staten van Amerika. Hij beleefde in de jaren twintig zijn hoogtijdagen. Van 1920 tot 1925 won hij de US Open zes keer op een rij.
Hij heeft ook Wimbledon drie keer gewonnen en op Roland Garros tweemaal in de finale gestaan. In die tijd was het ongebruikelijk om de hele wereld over te reizen en was dat ook niet gemakkelijk – daarom heeft hij niet meegedaan met de Australian Open.
Tilden werd in zijn tijd beschouwd als nummer 1 van de wereld.
Hij werd trainer van de frêle Duitse Cilly Aussem, na haar bemoeizuchtige moeder te hebben heengezonden. Onder zijn leiding won Aussem in 1931 Roland Garros en Wimbledon, en werd zij nummer twee op de wereldranglijst.
Tilden wordt vermeld in het door Richard Krajicek geschreven boek "De 19 beste tennissers aller tijden en de dertien markantste spelers".

## Resultaten grandslamtoernooien
| Legenda | Legenda                          |
| ------- | -------------------------------- |
| g.t.    | geen toernooi gehouden           |
| l.c.    | lagere categorie                 |
| –       | niet deelgenomen                 |
| G       | uitgeschakeld in de groepsfase   |
| 1R      | uitgeschakeld in de eerste ronde |
| 2R      | uitgeschakeld in de tweede ronde |
| 3R      | uitgeschakeld in de derde ronde  |
| 4R      | uitgeschakeld in de vierde ronde |
| KF      | uitgeschakeld in de kwartfinale  |
| HF      | uitgeschakeld in de halve finale |
| F       | de finale verloren               |
| W       | het toernooi gewonnen            |
| w-v     | winst/verlies-balans             |

### Enkelspel
| toernooi        | 1913                     | 1914                     | 1915                     | 1916                     | 1917                     | 1918                     | 1919                     | 1920                     | 1921                     | 1922                     | 1923                     | 1924                     | 1925 | 1926 | 1927 | 1928 | 1929 | 1930 |
| --------------- | ------------------------ | ------------------------ | ------------------------ | ------------------------ | ------------------------ | ------------------------ | ------------------------ | ------------------------ | ------------------------ | ------------------------ | ------------------------ | ------------------------ | ---- | ---- | ---- | ---- | ---- | ---- |
| Australian Open | –                        | –                        | –                        | g.t.                     | g.t.                     | g.t.                     | –                        | –                        | –                        | –                        | –                        | –                        | –    | –    | –    | –    | –    | –    |
| Roland Garros   | Frans nationaal toernooi | Frans nationaal toernooi | Frans nationaal toernooi | Frans nationaal toernooi | Frans nationaal toernooi | Frans nationaal toernooi | Frans nationaal toernooi | Frans nationaal toernooi | Frans nationaal toernooi | Frans nationaal toernooi | Frans nationaal toernooi | Frans nationaal toernooi | –    | –    | F    | –    | HF   | F    |
| Wimbledon       | –                        | –                        | g.t.                     | g.t.                     | g.t.                     | g.t.                     | –                        | W                        | W                        | –                        | –                        | –                        | –    | –    | HF   | HF   | HF   | W    |
| US Open         | –                        | –                        | –                        | 1R                       | 3R                       | F                        | F                        | W                        | W                        | W                        | W                        | W                        | W    | KF   | F    | –    | W    | HF   |

### Mannendubbelspel
| toernooi        | 1913                     | 1914                     | 1915                     | 1916                     | 1917                     | 1918                     | 1919                     | 1920                     | 1921                     | 1922                     | 1923                     | 1924                     | 1925 | 1926 | 1927 | 1928 | 1929 | 1930 |
| --------------- | ------------------------ | ------------------------ | ------------------------ | ------------------------ | ------------------------ | ------------------------ | ------------------------ | ------------------------ | ------------------------ | ------------------------ | ------------------------ | ------------------------ | ---- | ---- | ---- | ---- | ---- | ---- |
| Australian Open | –                        | –                        | –                        | g.t.                     | g.t.                     | g.t.                     | –                        | –                        | –                        | –                        | –                        | –                        | –    | –    | –    | –    | –    | –    |
| Roland Garros   | Frans nationaal toernooi | Frans nationaal toernooi | Frans nationaal toernooi | Frans nationaal toernooi | Frans nationaal toernooi | Frans nationaal toernooi | Frans nationaal toernooi | Frans nationaal toernooi | Frans nationaal toernooi | Frans nationaal toernooi | Frans nationaal toernooi | Frans nationaal toernooi | –    | –    | ?    | –    | ?    | ?    |
| Wimbledon       | –                        | –                        | g.t.                     | g.t.                     | g.t.                     | g.t.                     | –                        | HF                       | –                        | –                        | –                        | –                        | –    | –    | W    | HF   | HF   | KF   |
| US Open         | –                        | –                        | –                        | ?                        | ?                        | W                        | F                        | ?                        | W                        | W                        | W                        | ?                        | ?    | F    | W    | –    | ?    | ?    |

### Gemengd dubbelspel
| toernooi        | 1913                     | 1914                     | 1915                     | 1916                     | 1917                     | 1918                     | 1919                     | 1920                     | 1921                     | 1922                     | 1923                     | 1924                     | 1925 | 1926 | 1927 | 1928 | 1929 | 1930 |
| --------------- | ------------------------ | ------------------------ | ------------------------ | ------------------------ | ------------------------ | ------------------------ | ------------------------ | ------------------------ | ------------------------ | ------------------------ | ------------------------ | ------------------------ | ---- | ---- | ---- | ---- | ---- | ---- |
| Australian Open | –                        | –                        | –                        | g.t.                     | g.t.                     | g.t.                     | –                        | –                        | –                        | –                        | –                        | –                        | –    | –    | –    | –    | –    | –    |
| Roland Garros   | Frans nationaal toernooi | Frans nationaal toernooi | Frans nationaal toernooi | Frans nationaal toernooi | Frans nationaal toernooi | Frans nationaal toernooi | Frans nationaal toernooi | Frans nationaal toernooi | Frans nationaal toernooi | Frans nationaal toernooi | Frans nationaal toernooi | Frans nationaal toernooi | –    | –    | F    | –    | 1R   | W    |
| Wimbledon       | –                        | –                        | g.t.                     | g.t.                     | g.t.                     | g.t.                     | –                        | –                        | 3R                       | –                        | –                        | –                        | –    | –    | 2R   | –    | 2R   | KF   |
| US Open         | W                        | W                        | ?                        | F                        | F                        | ?                        | F                        | ?                        | F                        | W                        | W                        | ?                        | ?    | ?    | ?    | –    | ?    | ?    |

## Titels

### Enkelspel
- Wimbledon (1920, 1921, 1930)
- US Championships (1920, 1921, 1922, 1923, 1924, 1925)
- World Hard Court Championships (1921)
- French Pro Championship (1934)
- US Pro (1931, 1935)
- Cincinnati (1926)
- Monte-Carlo (1930)
- Italiaanse kampioenschappen (1930)
- Queen's Club Championships (1928)
- U.S. gravel kampioenschappen (1918, 1922, 1923, 1924, 1925, 1926, 1927)
- Pacific Coast Championships (1922)
- Los Angeles (1927)

### Dubbelspel
- Wimbledon (1927)
- US Championships (1918, 1921, 1922, 1923, 1927)
- French Pro Championship (1935, 1937)
- US Pro (1932, 1945)
- Italiaanse kampioenschappen (1930)

### Gemengd dubbelspel
- Roland Garros (1930)
- US Championships (1913, 1914, 1922, 1923)

## Finales

### Enkelspel
- Roland Garros (1927, 1930)
- US Championships (1918, 1919, 1927)
- French Pro Championship (1938)
- Wembley Pro (1935, 1938)
- Queen's Club Championships (1920)
- U.S. gravel kampioenschappen (1919)

### Dubbelspel
- US Championships (1919, 1926)
- French Pro Championship (1938)
- US Pro (1931, 1940)
- U.S. gravel kampioenschappen (1919)

### Gemengd dubbelspel
- Roland Garros (1927)
- US Championships (1916, 1917, 1919, 1921, 1924)